# 堀健一
堀 健一（ほり けんいち、1962年1月2日 - ）は、日本の実業家。三井物産代表取締役社長、CEO。

## 来歴
神奈川県出身。慶應義塾大学経済学部卒業後、1984年、三井物産入社。経営企画部長などを経て、2019年4月、代表取締役専務執行役員に就任。その後、2021年4月、代表取締役社長、CEOに就任。

### 略歴
- 1984年4月：三井物産入社
- 2009年10月：商品市場部長
- 2010年7月：IR部長
- 2013年4月：経営企画部長
- 2014年4月：執行役員 経営企画部長
- 2016年4月：執行役員 ニュートリション・アグリカルチャー本部長
- 2017年4月：常務執行役員 ニュートリション・アグリカルチャー本部長
- 2018年4月：常務執行役員
- 2018年6月：代表取締役常務執行役員
- 2019年4月：代表取締役専務執行役員
- 2021年4月：代表取締役社長、CEO